# Formula Lites
A Formula Lites (também conhecida como Formula Pro Lites) era uma categoria de fórmula disputada nos Estados Unidos em 2015, chancelada pela Sports Car Club of America (SCCA).

## História
Em 2014, a High Performance Group e a Crawford Composites anunciaram a criação da Formula Lites. O carro foi apresentado no Virginia International Raceway durante o Ultimate Track Car Challenge de 2014, sendo pilotado por Dane Cameron. A primeira etapa da temporada de 2015 da categoria foi em Thompson Speedway Motorsports Park, tendo sida vencida por Nick Neri. Após as seis etapas, o campeonato ficou com o brasileiro Vinícius Paparelli, levando a Troféu Justin Wilson.
Em 2016, a categoria chegou a ter seu calendário publicado, com o anuncio de novos motores da Honda e patrocínio da Pirelli. Porém, nenhuma etapa foi disputada, tendo a categoria sido encerrada ainda naquele ano, após uma única temporada. 

## Carro
A Formula Lites utilizava somente um modelo de carro. O FL15 foi projetado e produzido pela Crawford Composites, sendo um monocoque construído em fibra de carbono, em conformidade com os regulamentos de segurança da FIA para a Fórmula 3. A carenagem era construída em material compósito, com suspensão independente duplo A tanto na frente quanto na traseira. O carro calçava pneus Pirelli.
O carro era equipado com um motor Honda K24 2.4 4-cil, gerando 223 cv (164 kW). Esse motor, utilizado no Honda Accord e preparados pela Honda Performance Development (HPD). O carro completo pesa 521 kg.

## Campeonato
| Temporada | Campeão            |
| --------- | ------------------ |
| 2015      | Vinícius Paparelli |